# Andrias
Andrias es un género de anfibios urodelos de la familia Cryptobranchidae. Incluye a las salamandras gigantes más grandes del mundo, con Andrias japonicus de Japón, que alcanza una longitud de 150 cm, y Andrias davidianus de China, que alcanza 180 cm. La otra especie, Andrias scheuchzeri, solo es conocida por sus fósiles, y algunos autores consideran que A. davidianus es la misma especie, un sinónimo suyo.
En 1726 el médico sueco Johann Jakob Scheuchzer describió un fósil como Homo diluvii testis (hombre testigo del Diluvio), creyendo que eran los restos de un ser humano que se ahogó en el diluvio bíblico. El museo de Teylers en Haarlem obtuvo el fósil en 1802, donde todavía se exhibe. En 1812 el fósil fue examinado por Georges Cuvier, quien lo reconoció como una salamandra gigante. Años más tarde, en 1931, fue bautizada por Holl como Salamandra scheuchzeri, en honor a Scheuchzer y en 1937 Tschudi la asignó a un nuevo género, Andrias ("imagen del hombre"), resultando la combinación Andrias scheuchzeri (el hombre de Scheuchzer).

## Especies
Actualmente se reconocen las siguientes especies para el género:
- Andrias davidianus (Blanchard, 1871) - Salamandra gigante del Norte de China.
- Andrias japonicus (Temminck, 1836) - Salamandra gigante japonesa.
- Andrias jiangxiensis (Chai et al., 2022) - Salamandra gigante de Jiangxi.[3]
- Andrias sligoi (Boulenger, 1924) - Salamandra gigante del Sur de China.[4][5]

De igual manera se tiene la constancia de las siguientes especies extintas:
- Andrias bohemicus † (Laube, 1897) - Mioceno (Zabrušany, República Checa).[6][7][8]
- Andrias scheuchzeri † (Holl, 1831) - Oligoceno/Mioceno (Alemania).[9][10][11]
- Andrias matthewi † (Cook, 1917) - Mioceno (Canadá y Estados Unidos).[12][13][8]